# Vấn Xuyên
Mân Xuyên (tiếng Trung: 汶川县 (chữ Hán giản thể) ／ 汶川縣 (phồn thể); phanh âm: Wènchuān Xiàn; âm Hán Việt: Mân Xuyên huyện) là một huyện thuộc châu tự trị A Bá, tỉnh Tứ Xuyên, Trung Quốc.
Huyện Mân Xuyên có diện tích 4084 km² và dân số 106.119 người năm 2005.
Khu bảo tồn thiên nhiên Ngọa Long nằm ở huyện này, ở đây có hơn 150 con gấu trúc có nguy cơ tuyệt chủng cao.

## Hành chính
Huyện Mân Xuyên được chia thành 6 trấn và 7 hương.
- Trấn: Uy Châu, Miên Ty, Ánh Tú, Ngọa Long, Tuyền Khẩu, Thủy Ma, Long Khê.
- Hương: Long Khê, Khắc Khô, Nhạn Môn, Thảo Pha, Ngân Hạnh, Cảnh Đạt, Tam Giang.

Ngày 12 tháng 5 năm 2008, Mân Xuyên nằm ngay chấn tâm của một trận động đất lớn.